# Mixed Emotions
Mixed Emotions var en tysk popgrupp bildad 1986. Ursprungligen bestod gruppen av sångarna Drafi Deutscher och Oliver Simon.
Deras mest kända hit är nog "You Want Love (Maria, Maria)" från 1986. Andra kända låtar är "Bring Back (Sha Na Na)" (1987), "Sweetheart - Darlin' My Dear (Lisa My Love)" (1987), "Just for You" (1988) och "I Never Give Up" (1988). Efter fem storsäljande singlar och två framgångsrika album splittrades gruppen 1989.
År 1991 beslutade Drafi Deutscher att med en ny medlem, Andreas Martin, fortsätta under namnet New Mixed Emotions. De släppte albumet Side By Side och två singlar.
År 1999 återförenades Drafi Deutscher och Oliver Simon under det ursprungliga namnet Mixed Emotions på ett nytt album, We Belong Together, bestående av två nya låtar och 11 remakes (ny musik, ny sång) av deras gamla hitar. De hade ett antal framgångsrika tv-framträdanden. Efter detta album upplöstes gruppen igen.

## Diskografi
Studioalbum
- Deep From The Heart (1987)
- Just For You (1988)
- Side By Side (1991)
- We Belong Together (1999)

Samlingsalbum
- Mixed Emotions (Best Of) (1990)
- The Essential Drafi Deutscher / Mixed Emotions (2004)